# Eibesbrunner Straße
Die Eibesbrunner Straße (B 208) war eine geplante Bundesstraße in Niederösterreich, die von Eibesbrunn nach Leobendorf geführt hätte und als hochrangige Verbindungsspange B7 – A22 fungiert hätte. Die Planung aus den 1980ern wurde nicht umgesetzt und die Straße durch die Wiener Nordostrand Straße (B 305) ersetzt.
Einzig die 1998 projektierte Anschlussstelle an die A22 (Anschluss Korneuburg West) wurde 2000 als Umfahrung von Korneuburg errichtet.